# 10376 Chiarini
10376 Chiarini eller 1996 KW är en asteroid i huvudbältet som upptäcktes den 16 maj 1996 av San Vittore-observatoriet i Bologna. Den är uppkallad efter Francesca och Gabriele Chiarini.
Asteroiden har en diameter på ungefär 6 kilometer.